# Arhynchobdellida
Arhynchobdellida är en ordning inom iglar.
Arterna i ordningen lever alla i sötvatten och är amfibiska, de lever alltså delvis på land. De har vanligen mellan 6 och 8 par ögon, i undantagsfall 5 par. Några medlemmar i ordningen suger liksom den välkända blodigeln (Hirudo medicinalis) blod men de flesta är rovdjur som jagar mindre ryggradslösa djur som sväljs helt.